# 外側翼突筋
外側翼突筋（がいそくよくとつきん、英語: lateral pterygoid muscle）とは、人間の咀嚼筋の１つで、下顎を前方あるいは側方に動かす機能を担う随意筋である。
外側翼突筋は、４つの咀嚼筋の１つである。他の咀嚼筋には、咬筋、内側翼突筋、側頭筋がある。外側翼突筋は、上方の小部分（上頭）と下方の大部分（下頭）に分かれている。上頭の起始は、蝶形骨大翼の側面下面、下頭の起始は、蝶形骨翼状突起外側板外面である。外側翼突筋の停止は、下顎枝後上端にある関節突起の頚部内面に位置する翼突筋窩であるとされている。

## 機能
複数の研究により、外側翼突筋の上頭と下頭は、停止の相違から、まったく異なる機能をもつことが明らかとなった。

### 外側翼突筋下頭
外側翼突筋下頭は、蝶形骨翼状突起外側板外面に起始し、後上方および外側に向かい、おもに下顎頭頸部に停止している。左右の外側翼突筋下頭が同時に収縮すると、下顎頭は関節結節の下方に牽引され、下顎骨は前突する。一側が収縮すると同側の下顎頭の内側回転運動が生じ、反対側の下顎骨の側方運動を生じる。外側翼突筋が下顎下制筋とともに機能すると下顎骨は下降し、下顎骨は関節結節に沿って前下方に滑走する。

### 外側翼突筋上頭
外側翼突筋上頭は、下頭よりも小さく、蝶形骨大翼の側面下面に起始し、ほぼ水平に後外側に向かい、関節包、円板と関節突起頸部上に停止する。外側翼突筋上頭は、下顎挙上筋と連動するときにのみ活動する。すなわち、上下の歯が接触しているときに活動する。